# Gran Premi del Brasil del 1983
Resultats del Gran Premi de Brasil de Fórmula 1 de la temporada 1983, disputat al circuit de Jacarepaguà, el 13 de març del 1983.

## Resultats
| Pos | No | Pilot              | Equip           | Voltes | Temps/ Retirada  | Pos. de sortida | Punts |
| --- | -- | ------------------ | --------------- | ------ | ---------------- | --------------- | ----- |
| 1   | 5  | Nelson Piquet      | Brabham - BMW   | 63     | 1h 48' 27. 731   | 4               | 9     |
| 3   | 8  | Niki Lauda         | McLaren - Ford  | 63     | + 51.883 s       | 9               | 4     |
| 4   | 2  | Jacques Laffite    | Williams - Ford | 63     | + 1' 13.951 min. | 18              | 3     |
| 5   | 27 | Patrick Tambay     | Ferrari         | 63     | + 1' 18.117 min. | 3               | 2     |
| 6   | 29 | Marc Surer         | Arrows - Ford   | 63     | + 1' 18.207 min. | 20              | 1     |
| 7   | 15 | Alain Prost        | Renault         | 62     | + 1 Volta        | 2               |       |
| 8   | 35 | Derek Warwick      | Toleman - Hart  | 62     | + 1 Volta        | 5               |       |
| 9   | 30 | Chico Serra        | Arrows - Ford   | 62     | + 1 Volta        | 23              |       |
| 10  | 28 | René Arnoux        | Ferrari         | 62     | + 1 Volta        | 6               |       |
| 11  | 4  | Danny Sullivan     | Tyrrell - Ford  | 62     | + 1 Volta        | 21              |       |
| 12  | 12 | Nigel Mansell      | Lotus - Ford    | 61     | + 2 Voltes       | 22              |       |
| 13  | 34 | Johnny Cecotto     | Theodore - Ford | 60     | + 3 Voltes       | 19              |       |
| 14  | 17 | Eliseo Salazar     | RAM - Ford      | 59     | + 4 Voltes       | 26              |       |
| 15  | 9  | Manfred Winkelhock | ATS - BMW       | 59     | + 4 Voltes       | 25              |       |
| Ret | 1  | Keke Rosberg       | Williams - Ford | 63     | Desqualificat    | 1               |       |
| Ret | 11 | Elio de Angelis    | Lotus - Renault | 60     | Desqualificat    | 13              |       |
| NC  | 33 | Roberto Guerrero   | Theodore - Ford | 53     | No Classificat   | 14              |       |
| Ret | 16 | Eddie Cheever      | Renault         | 41     | Frens            | 8               |       |
| Ret | 7  | John Watson        | McLaren - Ford  | 34     | Motor            | 16              |       |
| Ret | 26 | Raul Boesel        | Ligier - Ford   | 25     | Motor            | 17              |       |
| Ret | 23 | Mauro Baldi        | Alfa Romeo      | 23     | Col·lisió        | 10              |       |
| Ret | 25 | Jean Pierre Jarier | Ligier - Ford   | 22     | Suspensions      | 12              |       |
| Ret | 6  | Riccardo Patrese   | Brabham - BMW   | 19     | Prob. físics     | 7               |       |
| Ret | 31 | Corrado Fabi       | Osella - Ford   | 17     | Motor            | 24              |       |
| Ret | 36 | Bruno Giacomelli   | Toleman - Hart  | 16     | Virolla          | 15              |       |
| Ret | 3  | Michele Alboreto   | Tyrrell - Ford  | 7      | Motor            | 11              |       |
| NVQ | 22 | Andrea de Cesaris  | Alfa Romeo      |        |                  |                 |       |
| NVQ | 32 | Piercarlo Ghinzani | Osella - Ford   |        |                  |                 |       |

## Altres
- Pole: Keke Rosberg 1' 34. 526

- Volta ràpida: Nelson Piquet 1' 39. 829 (a la volta 4)